# Pacific FC
Pacific Football Club is een Canadese voetbalclub uit Langford, Brits-Columbia. De club is opgericht in 2018 en speelt in de Canadian Premier League. Pacific FC speelt de thuiswedstrijden in het Starlight Stadium.

## Resultaten
In 2020 bereikte Pacific FC voor het eerst de play-offs, waar ze toen strandden in de groepsfase. In 2021 bereikten ze echter de kampioenschapsfinale waarin ze zich ook als kampioen wisten te kronen. Datzelfde jaar bereikten ze ook de halve finale van het Canadian Championship.
| 2019 | CPL | 5e | 31 | Niet gekwalificeerd | –                                                      | 1e kwalificatieronde | –                           |
| 2020 | CPL | 4e | 11 | Groepsfase          | 4e plaats (3 punten uit 3 matchen)                     | Niet gekwalificeerd  | –                           |
| 2021 | CPL | 3e | 45 | Finale              | Kampioen 0-1 gewonnen van Forge FC                     | Halve finale         | –                           |
| 2022 | CPL | 4e | 46 | Halve finale        | 1-3 verloren van Atlético Ottawa (0-2 thuis & 1-1 uit) | Kwartfinale          | CONCACAF League 1/8e finale |
| 2023 | CPL | 4e | 40 | 2e halve finale     | 2-1 verloren van Cavalry FC                            | Halve Finale         | –                           |

## Erelijst
Canadian Premier League
- Kampioensplay-offs (1x): 2021

## Seizoen 2019

### Selectie
| Keepers       |                  |                       |              |
| 1             | Canada           | Nolan Wirth           | Keeper       |
| 26            | Canada           | Mark Village          | Keeper       |
| Verdedigers   |                  |                       |              |
| 5             | Duitsland        | Hendrik Starostzik    | Verdediger   |
| 6             | Verenigde Staten | Lukas MacNaughton     | Verdediger   |
| 7             | Canada           | Kadin Chung           | Verdediger   |
| 17            | Canada           | Marcel de Jong        | Verdediger   |
| 20            | Canada           | Émile Legault         | Verdediger   |
| 3             | Noord-Ierland    | Ryan McCurdy          | Verdediger   |
| 4             | Verenigde Staten | Blake Smith           | Verdediger   |
| Middenvelders |                  |                       |              |
| 8             | Canada           | Matthew Baldisimo     | Middenvelder |
| 10            | Canada           | Ben Fisk              | Middenvelder |
| 19            | Canada           | Noah Verhoeven        | Middenvelder |
| 23            | Spanje           | Victor Blasco         | Middenvelder |
| Aanvallers    |                  |                       |              |
| 9             | Canada           | Marcus Haber          | Aanvaller    |
| 11            | Canada           | Issey Nakajima-Farran | Aanvaller    |
| 14            | Canada           | Terran Campbell       | Aanvaller    |
| 15            | Canada           | Jose Hernandez        | Aanvaller    |
| 21            | Canada           | Alessandro Hojabrpour | Aanvaller    |